# 金田美香
金田 美香（かねだ みか、1984年〈昭和59年〉1月9日 - ）は、日本のグラビアアイドル、女優、タレント、である。本名：中澤 美香（なかざわ みか）、旧姓：金田（かねだ）。夫は元プロサッカー選手である中澤聡太。ジールアソシエイツ所属。東京都出身。

## 来歴・人物
- 「松下めい」の芸名でお菓子系アイドルとして活躍し、本名の「金田美香」名義で1999年、集英社『ヤングジャンプ全国女子高生制服コレクション』グランプリを受賞。
- 同年10月、TBS系ドラマ『3年B組金八先生』第5シリーズでドラマデビュー。3Bの女子学級委員・佐伯蘭子を演じる。
- 2003年7月から2008年6月までTBS系情報番組『王様のブランチ』のリポーターを務めた。在籍5年は最長記録だったが、同年10月末で白石みきが最長記録を更新するなどして、2011年6月時点で歴代4位（最長は現役リポーターの森山愛子）。
- 3人姉弟の二女（姉・弟）
- 東京都立志村高等学校→東京都立代々木高等学校（編入）、卒業。
- 視力が0.1以下と極度の近視のため、普段は眼鏡を使用。
- サッカー4級審判員の有資格者。
- 常盤貴子の大ファン。ドラマ『愛していると言ってくれ』の演技に感激し女優を志す（雑誌インタビューより）。また、『理想の結婚』の再放送を見た感想など、常盤への思いを自身のブログに記載したことも(2006年11月)。
- 愛称は「美香ちゃん」「かねみか」。ブランチで共演していた白石みきにはブログ上で「ミッタ」、中川翔子には「ミカタス」と呼ばれている。
- 中川翔子との交友がブログ開設のきっかけとされている。
- ドラマ「HeartBeat」の共演者であるタレントの平田裕香は高校の同級生にして親友。「ゆかっち」「みかっち」と呼び合い、お互いのブログに登場するなどの仲。
- DVDのパッケージでは「1986年1月9日生」と誤って表記されている。
- 2007年、プロサッカー選手中澤聡太の公式ブログに載せられた写真と金田の公式ブログに載せられた写真が似通っているなど交際関係が噂され[1]、金田も所属事務所も中澤とは友人の1人であり交際関係はないとのコメントを発表していたが[2]、2009年6月21日付けの金田・中澤両者の公式ブログで結婚したことを発表した[3][4]。2010年1月9日、自身の26歳の誕生日に東京で挙式・披露宴を行い、同年10月3日に第一子となる女児を出産した。

## 出演

### テレビ出演
- 金曜かきこみTV（NHK教育、2004年4月 - 2007年3月）
- 土曜かきこみTV（NHK教育、2007年4月 - 2008年3月）
- ロシア語会話（NHK教育、2003年4月 - 2004年3月）
- 王様のお夜食（TBS、2003年7月 - 2004年10月）
- 王様のブランチ（TBS、2003年7月 - 2008年6月）
- 森のリトル・ギャング（特別番組）（関西圏放送、2006年8月）
- ものまねバトル（日本テレビ　2006年10月放送の「ものまねスター誕生」に出場し広末涼子の歌まねをした）
- FILM FACTORY（テレビ東京）
- クイズ!ヘキサゴンII（フジテレビ、2007年5月16日）
- ドライブ A GO!GO!（テレビ東京、2007年5月20日,9月16日,12月9日,2008年3月16日,5月18日）
- アグリライフ（フジテレビ、2007年6月3日）
- 熱血!平成教育学院（フジテレビ、2007年6月10日）
- 環境野郎Dチーム（フジテレビ、2007年8月13日）
- 最終警告!たけしの本当は怖い家庭の医学（テレビ朝日（ABCテレビ）、2007年11月27日,2008年5月13日）
- ペット大集合!ポチたま（テレビ東京、2007年12月28日,2008年2月15日）
- 元気の源泉（TBS、2008年2月23日）
- 一攫千金!日本ルー列島（フジテレビ、2008年9月12日）
- 森田一義アワー 笑っていいとも!（フジテレビ、2008年10月16日）
- ジャンクSPORTS（フジテレビ、2009年9月20日）

### テレビドラマ
- 3年B組金八先生（TBS） - 学級委員・佐伯蘭子役
  - （第5シリーズ）（TBS、1999年10月14日 - 2000年3月30日）
  - スペシャル10「お前死んだらオレ泣くぞ・3B一年ぶり大集合」（2001年4月5日）
- HeartBeat（テレビ東京、2000年）
- 月曜ドラマスペシャル『母業失格＋17歳』（TBS、2001年3月12日）
- 聖アリス学園（BSフジ、2002年）
- 花嫁とパパ（フジテレビ、2007年4月 - 6月）
- 土曜ワイド劇場・「ショカツの女〜新宿西署・刑事課強行犯係」（テレビ朝日、2008年5月17日）
- コード・ブルー -ドクターヘリ緊急救命-（フジテレビ、2008年7月 - 9月） - 看護師・村田香織役
- サラリーマン金太郎（2008年10月 - 12月、テレビ朝日） - 遠山真里菜役
- おちゃべり（2009年、TBS） - 高梨みなみ役
- 歴史秘話ヒストリア・私たち、幸せになります〜戦国を生きた女 「江」姉妹の結婚〜（2011年1月5日、NHK） - 江役

### CM
- マイクロソフト
- デコトモ
- JTB

### ラジオ
- 金田美香のはぁ〜と★すてぇしょん（ラジオ関西、2006年7月 - 8月）
- ゴチャ・まぜっ!金スペ（MBSラジオ、2008年5月9日）

### 映画
- 恐怖学園〜死神少女〜（2001年）
- ゲット・イット・オン?（2001年）
- 多摩川少女戦争（2002年）
- アザーライフ（2006年）
- マウス・タウン ロディとリタの大冒険（2006年）
- 山のあなた〜徳市の恋〜（2006年）

### ゲーム
- the FEAR（2001年）

### 携帯サイト
- アイドルがイッパイ （アイパイ）

## 写真集
- かすみそう〜Baby's breath〜（近代映画社）2000年4月28日発売 ISBN 4-7648-1913-9
- forget-me-not〜わすれな草〜（辰巳出版）2006年4月8日発売 ISBN 4-7778-0240-X

## DVD
- see you〜また明日〜（東芝デジタルフロンティア）2000年10月25日発売
- D-Splash！（キングレコード）2001年5月2日発売
- 3年B組金八先生・第5シリーズ全9巻（ビクターエンタテインメント）2001年12月21日発売
- Brilliace（ポニーキャニオン）2003年2月5日発売
- Sweet Diaries（ターンテーブル）2006年2月24日発売
- セレナーデ（GBミュージアムソフト）2006年8月25日発売
- モデラート（竹書房）2007年2月9日発売
- Supli（フォーサイド・ドット・コム）2008年2月22日発売